# We Got the Party
We Got the Party è un singolo di Hannah Montana insieme ai Jonas Brothers, pubblicato nel giugno 2007 come singolo dall'album "Hannah Montana 2". Il singolo ha raggiunto la 98ª posizione in classifica in Canada e non è entrato in classifica negli Stati Uniti.